# Auriac (Aude)
Auriac  ist eine französische Gemeinde mit 33 Einwohnern (Stand 1. Januar 2022) im Département Aude in der Region Okzitanien. Sie gehört zum Arrondissement Narbonne und zum Kanton Les Corbières.

## Lage
Das Gemeindegebiet ist Teil des Regionalen Naturparks Corbières-Fenouillèdes.
Nachbargemeinden von Auriac sind Lanet im Osten, Soulatgé im Südosten, Fourtou im Süden und Albières im Nordwesten.

## Bevölkerungsentwicklung
| Jahr      | 1962 | 1968 | 1975 | 1982 | 1990 | 1999 | 2013 |
| Einwohner | 73   | 37   | 28   | 25   | 29   | 35   | 36   |

## Sehenswürdigkeiten

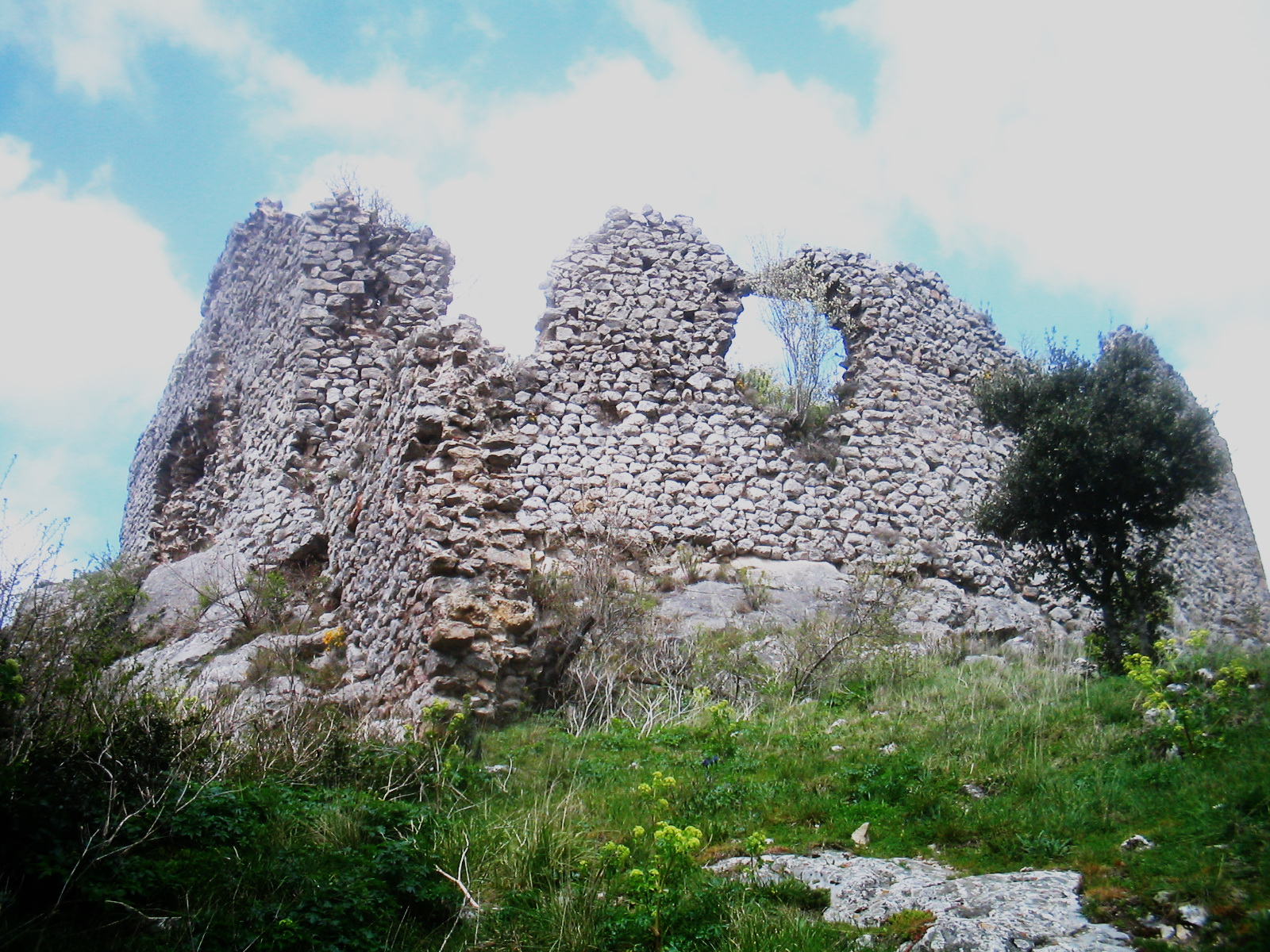
Burgruine

- Burgruine (12. Jahrhundert)